# أمة زد
أمة زد (بالإنجليزية: Z Nation)‏ هو مسلسل أمريكي تم عرضه على قناة ساي فاي.تكون الموسم الأول من 13 حلقة وبدأ عرضه في 12 سبتمبر 2014. المسلسل من بطولة كيليتا سميث،دي جاي قولس،كيث ألان وراسيل هودجكينسون.